# Sebastian Darke
Sebastian Darke es el héroe epónimo de una serie de novelas para niños escrito por el autor británico Philip Caveney.

## Las novelas
- El primer libro de la serie Sebastian Darke, Sebastian Darke. Príncipe de los bufones, se publicó por primera vez en el Reino Unido en enero de 2007.
- El segundo libro de la serie, Sebastian Darke. Príncipe de los piratas, se publicó en febrero de 2008.
- Un tercer libro de la serie, Sebastian Darke. Príncipe de los exploradores, se debe en algún momento no determinado de 2009.
- Existe un último libro para finalizar la historia, pero no esta traducido  Sebastian Darke. Príncipe de los espías.

## Spin-offs
"A Buffalope's Tale", una novela de fantasía de Philip Caveney, es un spin-off de la serie Sebastian Darke.La página web oficial incluye el primer capítulo, titulado "The Great Migration".